# Kvarnsjön (Överjärna socken, Södermanland)
Kvarnsjön är en sjö i Södertälje kommun i Södermanland och ingår i Tyresån-Trosaåns kustområde. Sjön har en area på 0,209 kvadratkilometer och ligger 33,6 meter över havet. Sjön avvattnas av vattendraget Moraån.

## Delavrinningsområde
Kvarnsjön ingår i det delavrinningsområde (655685-159979) som SMHI kallar för Utloppet av Kvarnsjön. Medelhöjden är 46 meter över havet och ytan är 3,33 kvadratkilometer. Det finns ett avrinningsområde uppströms, och räknas det in blir den ackumulerade arean 32,44 kvadratkilometer. Avrinningsområdets utflöde Moraån mynnar i havet. Avrinningsområdet består mestadels av skog (74 procent) och jordbruk (11 procent). Avrinningsområdet har 0,26 kvadratkilometer vattenytor vilket ger det en sjöprocent på 7,7 procent.